# Смит, Мишель Мэри
Мэри Мишель Смит (англ. Michele Mary Smith); (род. 21 июня 1967 года) ― игрок в софтбол, подающая (ведущая рука ― левая). Дважды была награждена золотой медалью, выступив на летних Олимпийских играх 1996 и 2000 года. На данный момент является одним из ведущих аналитиков по софтболу при телеканале ESPN, с которым сотрудничает начиная с 1998 года.
В 2012 году Смит стала первой женщиной, которая выступила в качестве комментатора трансляций матчей Главной лиги бейсбола на американском телевидении.

## Биография
Мэри Смит родилась 21 июня 1967 года в городе Калифон, штат Нью-Джерси. Начал играть в софтбол в возрасте пяти лет. Училась в Вурхизской средней школе в Глен Гарднер, Нью-Джерси. Там она установила школьные рекорды по победам, аутам и не отбитым мячам. Продолжила своё обучение в Университете штата Оклахома, получив степень бакалавра наук в области медицины. В это же время её показатель Earned run average в бейсболе составил 0.75.
21 июля 1986 года, в то время как отец Смит вёз её домой с консультации челюстно-лицевого хирурга, спящую Смит выбросило из грузовика, когда его дверь случайно открылась на повороте. Её отбросило в придорожный столб: в результате этого была отрублена часть её локтевой кости и разорван трицепс левой руки и прочие мышцы и нервные окончания (причём левая рука была подающей). Несчастный случай, казалось, поставил её перед лицом ужасной травмы и концом привычной жизни. «Мне казалось, что я потеряла саму себя», ― говорила она. Это, однако, был вовсе не конец её спортивной жизни: после 9 месяцев интенсивной реабилитации она вернулась на спортивную сцену в качестве питчера в команде Университета штата Оклахома. При этом она стала бросать мяч на 3 км/ч быстрее, чем до аварии.
Смит привлекает не только софтбол: помимо него, она также играла в баскетбол и хоккей на траве в Высшей школе Вурхиза.
В 1996 и 2000 годах выступала на летних Олимпийских играх в составе сборной США, оба раза была удостоена золотой медали.

## Команды с участием Мишель Смит
- Женская сборная США, 1992 ― 2002.[2]
- Redding Rebels, 1993 ― 1995.[2][5][6]
- Toyota Shokki (Японская профессиональная лига софтбола), 1993 ― 2008.[2]
- New York/New Jersey Juggernaut (на чемпионате National Pro Fastpitch), в 2001 и 2004 годах.[7]